# Boca del Drago
Boca del Drago es un corregimiento del distrito de Bocas del Toro, en la provincia de Bocas del Toro, República de Panamá. Fue fundado el 19 de octubre de 2020, segregado del corregimiento de Bocas del Toro.